# راكجين
راكجين (بالإنجليزية: Racjin)‏، هي شركة يابانية لإنتاج وتطوير ألعاب الفيديو، تأسست الشركة سنة 1995، وتقع مقرها في بلدة يودوغاوا-كو، بمدينة أوساكا اليابانية.